# Lepidostoma hirtum
Lepidostoma hirtum és una espècie de tricòpter família Lepidostomatidae. Els adults són aeris i tenen dos parells d'ales cobertes de pèls. Tenen un abdomen allargat dividit en segments. Les larves són aquàtiques, amb un cap ben desenvolupat i tres parells de potes. Tenen glàndules productores de seda. La majoria habiten en aigües dolces però també n'hi ha d'aigües marines.